# Dolina
|  | Per a altres significats, vegeu «Dolina (Saràtov)». |

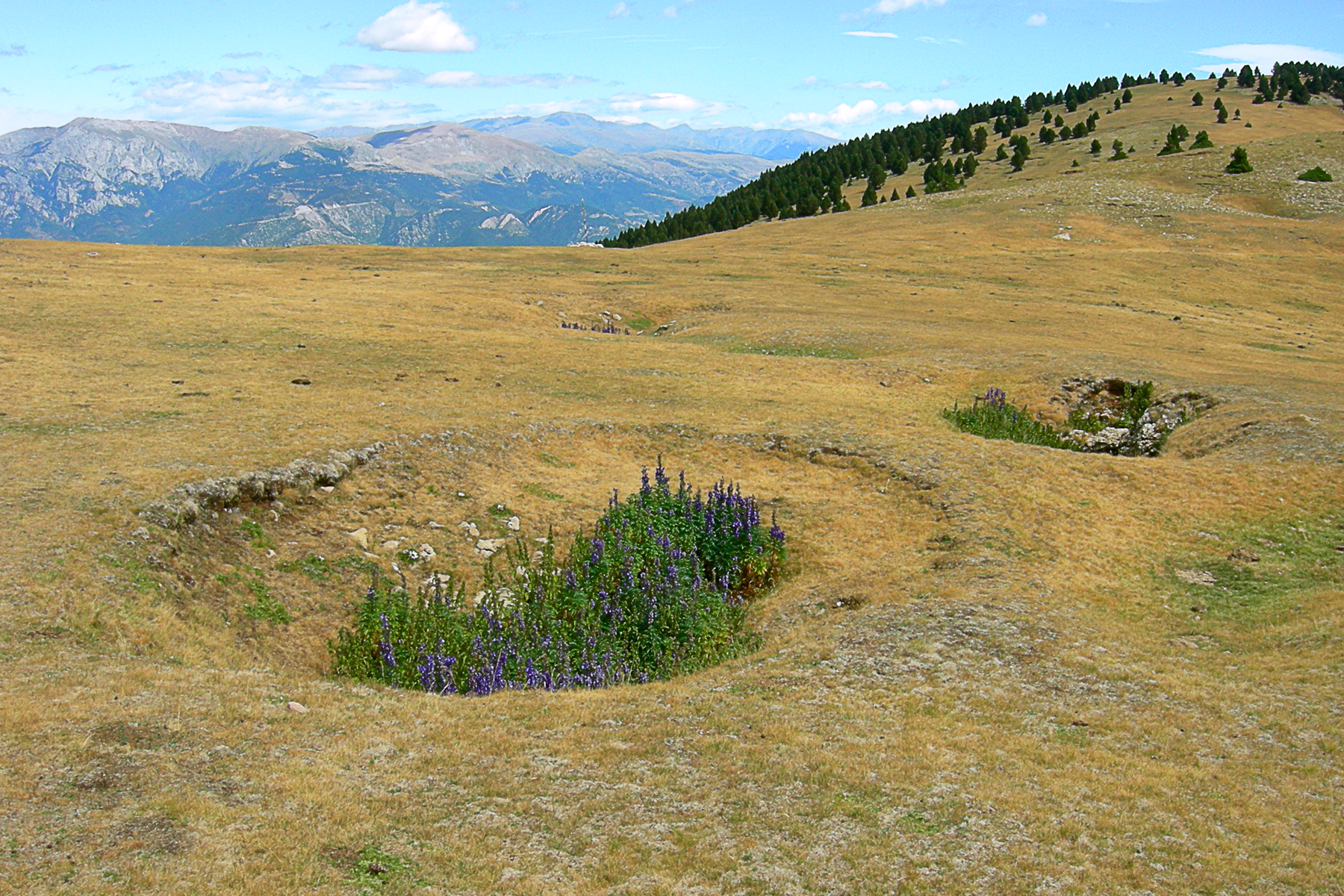
Dolina de petites dimensions a la Serra d'Ensija (Pirineu català), al cap de la Canal Llisa (Saldes, Berguedà).

Una dolina o bòfia és una depressió (cavitat, pou o clot natural) que en la superfície pren una forma més o menys circular i cònica en profunditat que es produeix a les regions càrstiques a causa del procés de la carbonització de la calcària. És un accident geològic propi de relleus càrstics. Les dolines sovint es formen per esfondrament del sostre d'una cavitat subterrània. Quan algunes dolines arriben a ser coalescents, aleshores es parla d'una uvala.
A l'illa d'Eivissa es desenvolupen sobre materials cretacis i miocens. Destaquen les de sa Rota de Vella, Can Joan d'en Petit i les del pla de Sant Gelabert, amb formes irregulars situades prop de sant Mateu i santa Agnès. A Mallorca també són freqüents entre els esquetjars de la Serra de Tramuntana; particularment famosa és l'Era d'Escorca, una dolina entorn de la qual sorgí la llegenda d'una antiga era de batre esfondrada per un càstig diví. A diferència del lapiaz, no són tan centrals en la configuració del paisatge mallorquí, i les principals agrupacions se situen a les zones més carstificades d'Escorca: destaquen les de Montcaire, de Bini Petit, els Clots Carbons o els Clots Balladors. En general, són dolines de fons pla en forma de ribell, poc pregones i amb engolidors nombrosos.